# Villa di Serio
Villa di Serio är en ort och kommun i provinsen Bergamo i regionen Lombardiet i Italien. Kommunen hade 6 780 invånare (2018).